# همر دي روبرت
هامر دي روبرت (بالإنجليزية: Hammer DeRoburt)‏ (و. 1922 – 1992 م) هو سياسي من ناورو ولد في ناورو.